# Leslie Laing
Leslie Laing (Linstead, 19 de fevereiro de 1925 – ?, 7 de fevereiro de 2021) foi um velocista e campeão olímpico jamaicano.
Disputando seus primeiros Jogos Olímpicos em Londres 1948, ele correu os 100 m e os 200 m sem conseguir sucesso. Quatro anos depois, em Helsinque 1952, junto com Arthur Wint, Herb McKenley e George Rhoden, integrou o revezamento 4x400 m jamaicano que conquistou a medalha de ouro e estabeleceu um novo recorde mundial para a prova.
Em 8 de fevereiro de 2021, o Jamaica Observer divulgou que Laing morreu no "último fim de semana".